# Роса Ликсом
Ро́са Ли́ксом (фин. Rosa Liksom, настоящее имя — Анни Юляваара фин. Anni Ylävaara; 7 января 1958, Юлиторнио, Финляндия) — финская писательница, драматург и переводчик, а также художница.
Автор нескольких романов и сборников новелл, а также множества комиксов, детских книг, фильмов и спектаклей. В 2011 году за роман Hytti nro 6 («Купе номер 6») Ликсом стала обладателем премии «Финляндия» — главной национальной литературной премии этой страны; в декабре 2013 года награждена высшей наградой Финляндии для деятелей искусств — медалью «Pro Finlandia». Пишет на финском языке. Произведения Ликсом переведены на десятки языков.

## Биография
Роса Ликсом родилась на севере Финляндии в городе Юлиторнио (провинция Лапландия, 100 км к западу от Рованиеми, на самой границе со Швецией), её родители были фермерами и оленеводами. В молодости жила в различных европейских странах, в сквотах и коммунах.
Изучала антропологию в Хельсинки и Копенгагене, затем социологию в Москве (в Московском государственном университете).

## Творчество
Первые рассказы написала в середине 1980-х годов, когда жила в Дании, в знаменитом свободном квартале Христиания, они вошли в сборник Yhden yön pysäkki («Ночная стоянка»). Также в эти года Ликсом начала заниматься живописью и снимать короткометражные фильмы.
Роза Ликсом является основоположником так называемой «короткой прозы», нового жанра в литературе Финляндии, — романов, состоящих из маленьких новелл. Первое произведение Ликсом, написанное в жанре «короткой прозы», роман Yhden yön pysäkki («Остановка на одну ночь», 1985) принёс Ликсом известность. Люди удивлялись, почему до этого времени о писательнице было неизвестно практически ничего. В следующем году вышло произведение Unohdettu vartti («Забытая четверть», 1986) в том же жанре.
Ликсом писала в жанре «короткой прозы» вплоть до 1996 года, пока не вышел её первый роман «Kreisland» («Крейсландия») (1996). По мнению литературного критика Антти Маяндера (фин. Antti Majander), роман заслуживал как минимум номинации на литературную премию «Финляндия».
В творчестве Ликсом одновременно присутствуют элементы и отражения, и пародии на жизнь Северной Финляндии. Согласно финским литературным критикам, первые произведения писательницы, такие как Yhden yön pysäkki (1985) и Unohdettu vartti (1986), являются в значительной степени документальным отражением финской жизни. Следующие же произведения, такие как Tyhjän tien paratiisit («Рай пустых дорог», 1989), BamaLama («БамаЛама», 1993) и Kreisland («Крейсландия», 1996), написаны в пародийной манере. Ликсом смеётся над общественными стереотипами, над меланхоличным образом жизни северных народов. Ликсом нередко обвиняли в том, что её произведения недостаточно серьёзны и страдают с художественной точки зрения.
В романе Reitari («Всадник», 2002), повествующем о финском художнике Рейдаре Сярестёниеми, Ликсом снова возвращается к жанру «короткой прозы». В этом же жанре написана её книга Maa («Земля», 2006).
Розу Ликсом часто относят к писателям-постмодернистам. Центральные темы творчества писательницы — это женщины, насилие и сексуальность. Эти темы переходят у Ликсом из романа в роман.
Ликсом является членом шведского общества svenska.nu. Общество занимается поддержкой обучения финских школьников шведскому языку и шведской культуре.
С апреля по август 2012 года в санкт-петербургском филиале Института Финляндии проходит выставка художественных работ Ликсом, а также экспонаты из её коллекции советских детских игрушек и работы её друга художника Ярмо Валтанена.
28 ноября 2015 года на Международной ярмарке интеллектуальной литературы non/fiction в Москве состоялась презентация перевода романа «Купе номер 6» на русский язык.

## Награды и премии
- J. H. Erkon palkinto (1985)
- Weilin+Göösin kirjailijapalkinto (1986)
- Kalevi Jäntin palkinto (1987)
- Lapin läänin taidepalkinto (1987)
- EBU:n elokuvakäsikirjoituspalkinto (1987)
- Valtion kirjallisuuspalkinto («Государственная литературная премия», 1987 и 1992)[2]
- Kiila-palkinto (1991)
- Valtion viisivuotinen taiteilija-apuraha (1996 и 2002)
- WSOY:n kirjallisuussäätiön tunnustuspalkinto (2006)
- Премия «Финляндия» (2011)
- Медаль «Pro Finlandia» (2013)
- Кавалер ордена искусств и литературы (2016, Франция)
- Литературная премия Шведской академии (2020)[11]